# Scarlet (Band)
Scarlet war eine britische Band aus Hull, Yorkshire, England.

## Bandgeschichte
Die Band bestand aus Cheryl Parker (Gesang, Gitarre) und Jo Youle (Piano, Keyboard, Gesang). Ursprünglich gehörte noch als drittes Mitglied Joanna Fox dazu, die die Band aber bereits verließ, bevor der Erfolg eintrat.
Das verbliebene Duo veröffentlichte 1995 ihr Debütalbum Naked und der darauf enthaltene Titel Independent Love Song wurde der größte Hit der Band, die stilistisch zwischen Shakespear’s Sister und Letters to Cleo eingeordnet wurde. Besonderheit war, dass Parker und Youle alle Lieder des Albums selbst geschrieben haben. Die zweite Singleauskopplung I Wanna Be Free (To Be With Him) wurde lediglich in Großbritannien noch ein kleiner Erfolg.
1996 veröffentlichte Scarlet ein weiteres Album, das aber genauso wie die daraus ausgekoppelten Singles floppte. Ihre Plattenfirma WEA Records ließ die Gruppe fallen und die Mitglieder gingen verschiedene Wege.
Independent Love Song erschien 1996 auf dem Soundtrack des US-amerikanischen Filmdramas Bed of Roses und wurde 1997 in einer Coverversion auch ein kommerzieller Erfolg für die deutsche Punkband The Bates.

## Diskografie

### Alben
- 1995: Naked
- 1996: Chemistry

### Singles
- 1992: Piccadilly in the Rain (I'll Be There)
- 1992: Shine On Me Now
- 1994: I Really Like the Idea
- 1995: Independent Love Song
- 1995: I Wanna Be Free (To Be With Him)
- 1995: Love Hangover
- 1996: Bad Girl